# 최유라 (1987년)
최유라(1987년 10월 6일 ~ )는 대한민국의 배우다.

## 연기 활동

### 드라마
- 2014년 tvN 금토드라마 《응급남녀》 ... 손예슬 역
- 2014년 MBC 월화드라마 《트라이앵글》 ... 정유리 역
- 2015년 KBS2 금요미니시리즈 《스파이》 ... 홍란 역
- 2018년 KBS2 수목드라마 《죽어도 좋아》 ... 박유덕의 아내 역

### 영화
- 2008년 《미쓰 홍당무》 ... 매화반 학생 1역
- 2011년 《최종병기 활》 ... 도르곤 진상녀1 역
- 2012년 《나의 PS 파트너》 ... 승준 직장동료4 역
- 2021년 《아홉수 로맨스》 ... 가희 동료 역

### 광고
- 2020년 한국얀센 타이레놀 서현철, 한예리

## 수상 목록
- 2024년 SBS 연예대상 베스트 커플상 (with 김민재)